# K’aǰk’
K’aǰk’  bzw. K’ajk’  (armenisch für tapfer) sind in der armenischen Mythologie neutrale Geister aus der Gruppe der Devs.
Die K’ajk’ leben in Bergen, Höhlen oder Schluchten und führen die für Menschen festgesetzten Strafen aus. Bekannt wurden unter anderem die K’ajk’ vom Berg „Masis“ (armenisch für Ararat), die den Artavazd in einer Höhle in Ketten legten, nachdem dieser von seinem toten Vater, dem armenischen König Artašes, verflucht worden war.